# Theridion albipes
Theridion albipes är en spindelart som beskrevs av Ludwig Carl Christian Koch 1878. Theridion albipes ingår i släktet Theridion och familjen klotspindlar. Inga underarter finns listade i Catalogue of Life.